# Hogen-opstand
De Hōgen-opstand (保元の乱) was een Japanse burgeroorlog, die in 1156 werd uitgevochten. Oorzaak was onenigheid tussen de Japanse clans over de troonopvolging van de keizer en de macht van de Fujiwara. De opstand droeg sterk bij aan de opkomst van de samoeraiklasse, en uiteindelijk de eerste door samoerai beheerste overheid van Japan.

## Aanzet
Na de dood van de insei-keizer Toba, ontstond onenigheid tussen keizer Go-Shirakawa en de gepensioneerde keizer Sutoku over de troonopvolging. Ook waren ze het niet eens over het wel of niet voortzetten van het insei-systeem. Sutoku en Go-Shirakawa waren beide zonen van Toba.
Fujiwara no Tadamichi, de eerste zoon van regent Fujiwara no Tadazane, koos partij voor Go-Shirakawa, terwijl zijn jongere broer, Fujiwara no Yorinaga, partij koos voor Sutoku. Tevens kregen beide partijen steun van respectievelijk de Minamoto en Taira-clans met hun samoerai. Minamoto no Tameyoshi, hoofd van de Minamoto-clan, en Taira no Tadamasa sloten zich aan bij Sutoku en Yorinaga terwijl aan de andere kant Minamoto no Yoshitomo, eerste zoon van Minamoto no Tameyoshi, en Taira no Kiyomori, hoofd van de Taira-clan en neef van Taira no Tadamasa, zich aansloten bij Go-Shirakawa en Tadamichi.

## Strijd
Op 10 juli 1156 kwamen beide partijen tegenover elkaar te staan in Kioto. Aan de kant van Sutoku stelde Minamoto no Tametomo (zoon van Minamoto no Tameyoshi) een nachtelijke aanval voor op het vijandige paleis, maar Fujiwara no Yorinaga verwierp dit idee. Ondertussen kwam hun tegenstander, Minamoto no Yoshitomo, met hetzelfde idee. Hij voerde dit plan wel uit.
In de nacht van 11 juli leidden Kiyomori en Yoshitomo 600 cavalerie in een aanval op het paleis van Sutoku. Kiyomori viel de westelijke poort aan, die werd verdedigd door Tametomo. Tametomo wist de aanval af te slaan met zijn boogschutters. Vervolgens viel Yoshitomo Tametomo aan, maar ook hij werd gedwongen zich terug te trekken. Ondertussen vochten de samoerai van beide partijen elders nog door.
Yoshitomo stelde voor om het vijandig paleis in brand te steken. Dit plan werd uitgevoerd, waardoor Sutoku’s samoerai waren gedwongen het paleis te ontvluchten. Daarmee behaalden Go-Shirakawa's bondgenoten de overwinning.

## Nasleep
Met de overwinning van Go-Shirakawa’s troepen, kon hij in 1158 de nieuwe Insei-keizer worden met Nijo als nieuwe keizer. Satuko werd verbannen naar de provincie Sanuki.
Fujiwara no Yorinaga was gesneuveld tijdens de gevechten. Minamoto no Tameyoshi en Taira no Tadamasa werden geëxecuteerd. Tametomo overleefde de gevechten, maar was nadien gedwongen te vluchten. Minamoto no Yoshitomo werd het hoofd van de Minamoto-clan na de dood van zijn vader. Samen met Taira no Kiyomori slaagde hij erin om de twee samoeraiclans een grote politieke machtspositie te geven in Kioto.
Nadien ontstond echter al snel een rivaliteit tussen de twee clans, welke in 1159 leidde tot de Heiji-opstand.